# Raddon-et-Chapendu
Raddon-et-Chapendu là một xã ở tỉnh Haute-Saône trong vùng Bourgogne-Franche-Comté phía đông nước Pháp.